# Campusbahn
| U-Bahn-Strecke (außer Betrieb)                                                 |  | Verbindung zur zweiten Ausbaustufe               | Verbindung zur zweiten Ausbaustufe               |
| U-Bahn-Haltepunkt / Haltestelle (Strecke außer Betrieb)                        |  | Universitätsklinikum                             | Universitätsklinikum                             |
| U-Bahn-Haltepunkt / Haltestelle (Strecke außer Betrieb)                        |  | Pauwelsstraße                                    | Pauwelsstraße                                    |
| U-Bahn-Haltepunkt / Haltestelle (Strecke außer Betrieb)                        |  | Melaten-Mitte                                    | Melaten-Mitte                                    |
| U-Bahn-Haltepunkt / Haltestelle (Strecke außer Betrieb)                        |  | Melaten-Nord                                     | Melaten-Nord                                     |
| U-Bahn-Brücke (Strecke außer Betrieb)                                          |  | Pariser Ring                                     | Pariser Ring                                     |
| U-Bahn-Haltepunkt / Haltestelle (Strecke außer Betrieb)                        |  | Kastanienweg                                     | Kastanienweg                                     |
| U-Bahn-Kreuzung mit Eisenbahn geradeaus oben (Strecke geradeaus außer Betrieb) |  | Aachen-Mönchengladbach                           | Aachen-Mönchengladbach                           |
| U-Bahn-Haltepunkt / Haltestelle (Strecke außer Betrieb)                        |  | Campus West-Nord (Süsterau)                      | Campus West-Nord (Süsterau)                      |
| U-Bahn-Haltepunkt / Haltestelle (Strecke außer Betrieb)                        |  | Lindt                                            | Lindt                                            |
| U-Bahn-Bahnhof (Strecke außer Betrieb)                                         |  | Bahnhof Aachen West                              | Bahnhof Aachen West                              |
| U-Bahn-Haltepunkt / Haltestelle (Strecke außer Betrieb)                        |  | Republikplatz                                    | Republikplatz                                    |
| U-Bahn-Haltepunkt / Haltestelle (Strecke außer Betrieb)                        |  | Uni Hauptgebäude                                 | Uni Hauptgebäude                                 |
| U-Bahn-Haltepunkt / Haltestelle (Strecke außer Betrieb)                        |  | Seilgraben                                       | Seilgraben                                       |
| U-Bahn-Kreuzung (Strecken außer Betrieb)                                       |  | Kreuzung mit der Strecke der zweiten Ausbaustufe | Kreuzung mit der Strecke der zweiten Ausbaustufe |
| U-Bahn-Bahnhof (Strecke außer Betrieb)                                         |  | Bushof                                           | Bushof                                           |
| U-Bahn-Haltepunkt / Haltestelle (Strecke außer Betrieb)                        |  | Kaiserplatz                                      | Kaiserplatz                                      |
| U-Bahn-Haltepunkt / Haltestelle (Strecke außer Betrieb)                        |  | Scheibenstraße                                   | Scheibenstraße                                   |
| U-Bahn-Haltepunkt / Haltestelle (Strecke außer Betrieb)                        |  | Ostfriedhof                                      | Ostfriedhof                                      |
| U-Bahn-Haltepunkt / Haltestelle (Strecke außer Betrieb)                        |  | Elsassplatz (Elsassstraße)                       | Elsassplatz (Elsassstraße)                       |
| U-Bahn-Bahnhof (Strecke außer Betrieb)                                         |  | Bahnhof Aachen-Rothe Erde                        | Bahnhof Aachen-Rothe Erde                        |
| U-Bahn-Haltepunkt / Haltestelle (Strecke außer Betrieb)                        |  | Zeppelinstraße                                   | Zeppelinstraße                                   |
| U-Bahn-Haltepunkt / Haltestelle (Strecke außer Betrieb)                        |  | Madrider Ring                                    | Madrider Ring                                    |
| U-Bahn-Haltepunkt / Haltestelle (Strecke außer Betrieb)                        |  | Schönforst                                       | Schönforst                                       |
| U-Bahn-Haltepunkt / Haltestelle (Strecke außer Betrieb)                        |  | Trierer Platz                                    | Trierer Platz                                    |
| U-Bahn-Haltepunkt / Haltestelle (Strecke außer Betrieb)                        |  | Debyestraße                                      | Debyestraße                                      |
| U-Bahn-Haltepunkt / Haltestelle (Strecke außer Betrieb)                        |  | Ringstraße                                       | Ringstraße                                       |
| U-Bahn-Haltepunkt / Haltestelle Streckenende (Strecke außer Betrieb)           |  | Brand (Brand Marktplatz)                         | Brand (Brand Marktplatz)                         |

| U-Bahn-Haltepunkt / Haltestelle Streckenanfang (Strecke außer Betrieb)          |  | Vaals                                           | Vaals                                           |
| U-Bahn-Abzweig geradeaus und nach links (Strecke außer Betrieb)                 |  | Abzweig Richtung Uniklinik                      | Abzweig Richtung Uniklinik                      |
| U-Bahn-Haltepunkt / Haltestelle (Strecke außer Betrieb)                         |  |                                                 |                                                 |
| U-Bahn-Abzweig geradeaus und von links (Strecke außer Betrieb)                  |  | Abzweig Richtung Uniklinik                      | Abzweig Richtung Uniklinik                      |
| U-Bahn-Kreuzung mit Eisenbahn geradeaus unten (Strecke geradeaus außer Betrieb) |  | Montzenroute                                    | Montzenroute                                    |
| U-Bahn-Haltepunkt / Haltestelle (Strecke außer Betrieb)                         |  |                                                 |                                                 |
| U-Bahn-Haltepunkt / Haltestelle (Strecke außer Betrieb)                         |  |                                                 |                                                 |
| U-Bahn-Haltepunkt / Haltestelle (Strecke außer Betrieb)                         |  |                                                 |                                                 |
| U-Bahn-Kreuzung mit Eisenbahn geradeaus unten (Strecke geradeaus außer Betrieb) |  | Aachen-Mönchengladbach                          | Aachen-Mönchengladbach                          |
| U-Bahn-Bahnhof (Strecke außer Betrieb)                                          |  | Bahnhof Aachen Schanz                           | Bahnhof Aachen Schanz                           |
| U-Bahn-Haltepunkt / Haltestelle (Strecke außer Betrieb)                         |  |                                                 |                                                 |
| U-Bahn-Haltepunkt / Haltestelle (Strecke außer Betrieb)                         |  |                                                 |                                                 |
| U-Bahn-Haltepunkt / Haltestelle (Strecke außer Betrieb)                         |  |                                                 |                                                 |
| U-Bahn-Haltepunkt / Haltestelle (Strecke außer Betrieb)                         |  | Elisenbrunnen                                   | Elisenbrunnen                                   |
| U-Bahn-Kreuzung (Strecken außer Betrieb)                                        |  | Kreuzung mit der Strecke der ersten Ausbaustufe | Kreuzung mit der Strecke der ersten Ausbaustufe |
| U-Bahn-Bahnhof (Strecke außer Betrieb)                                          |  | Bushof                                          | Bushof                                          |
| U-Bahn-Haltepunkt / Haltestelle (Strecke außer Betrieb)                         |  |                                                 |                                                 |
| U-Bahn-Haltepunkt / Haltestelle (Strecke außer Betrieb)                         |  |                                                 |                                                 |
| U-Bahn-Haltepunkt / Haltestelle (Strecke außer Betrieb)                         |  |                                                 |                                                 |
| U-Bahn-Haltepunkt / Haltestelle (Strecke außer Betrieb)                         |  |                                                 |                                                 |
| U-Bahn-Kopfbahnhof Streckenende (Strecke außer Betrieb)                         |  | Kaninsberg (Würselen)                           | Kaninsberg (Würselen)                           |

Als Campusbahn werden in Aachen die von 2009 bis 2013 verfolgten Planungen zur Wiedereinführung einer Straßenbahn in Form einer modernen Stadtbahn bezeichnet, die ab ca. 2018 den Betrieb aufnehmen sollte. Die letzte Strecke der 1880 als Pferdebahn eröffneten und ab 1895 elektrisch betriebenen Straßenbahn Aachen war 1974 stillgelegt worden. Trotz breiter Unterstützung der meisten Fraktionen im Stadtrat ergab ein Bürgerentscheid am 10. März 2013 eine Zweidrittelmehrheit gegen das Projekt. Die Planungen wurden daher in dieser Form umgehend eingestellt.

## Frühere Planungen
Seit Abschaffung der Straßenbahn gab es in Aachen wiederholt Initiativen, dieses Verkehrsmittel in moderner Form erneut zu etablieren. In den 1990er-Jahren gab es durch private Initiativen einen ersten Versuch, in Aachen eine Stadtbahn einzuführen. Das von der rot-grünen Koalition vorangetriebene Projekt wurde nach der Kommunalwahl 1999 trotz fortgeschrittener Planung und vorhandener Fördermittel durch die neue Koalition von CDU und FDP gestoppt.
Im Zuge des Ausbaus der Euregiobahn, die vor allem das Aachener Umland erschließt, entstanden auch Planungen, einen der Streckenäste von Würselen kommend ab dem früheren Bahnhof Aachen Nord im Straßenraum bis zum Aachener Bushof zu verlängern. Die Triebwagen der Euregiobahn wurden dementsprechend bereits für die Anforderungen der BOStrab ausgelegt. Bislang existiert zwar noch kein konkreter Zeithorizont für die Umsetzung; nach dem Scheitern des Projekts Campusbahn ist aber zu erwarten, dass für die Überlegungen zu eventuellen Alternativen die Planungen für eine Verlängerung der Euregiobahn in die Aachener Innenstadt wieder verstärkt eine Rolle spielen werden.

## Geplante Stadtbahn

### Einstiegskonzept
Mit den Planungen zur Erweiterung des Campus der RWTH Aachen wurden die Planungen einer Stadtbahn in veränderter Form wieder aufgenommen, indem zuerst ab circa 2018 eine Campusbahn vom Universitätsklinikum in Melaten samt dem dort im Entstehen befindlichen Hochschulerweiterungsgebiet über die Innenstadt bis zum Stadtteil Brand führen sollte. Darauf aufbauend stellte im Juni 2009 die Bürgerinitiative AC=Bahn ein Konzept für ein neues Straßenbahnnetz vor und wurde darin vom Fahrgastverband Pro Bahn unterstützt.
Der Aachener Stadtrat sprach sich letztlich für die Campusbahn in Form einer Straßenbahn aus. In der Konzeption schnitt zwar ein Monorail-Konzept auf gleicher Trasse besser ab, sollte aber etwa doppelt so teuer werden, während eine Seilbahn bei etwas geringeren Kosten zwei oder drei Haltestellen weniger hätte, deutlich langsamer wäre und darum seltener fahren würde.
Am 11. Januar 2012 stellte Aachens Oberbürgermeister Marcel Philipp ein neues Konzept für die Campusbahn vor. Diese soll zu einem gesamtstädtischen Stadtbahn-System werden. Das Konzept bestand aus einem Einstiegskonzept und dem sogenannten Zielkonzept, welches später verwirklicht worden wäre. Das Einstiegskonzept sah eine einzelne Durchmesserlinie vor, die im Westen Aachens am Universitätsklinikum beginnt, über den Campus Melaten und den Campus West zum Westbahnhof führt, um dann von dort zum Zentralbereich der RWTH und weiter über Bushof, Kaiserplatz, Adalbertsteinweg, Bahnhof Rothe Erde und Trierer Straße bis in den Stadtteil Brand. Diese Strecke wäre circa zwölf Kilometer lang gewesen und sollte im Innenstadtbereich ohne Oberleitungen auskommen. Des Weiteren war vorgesehen, dass auch weiterhin Hauptverkehrsachsen wie die Trierer Straße und der Adalbertsteinweg zweispurig bleiben.

### Zielkonzept
Das Zielkonzept sah eine zweite Durchmesserlinie mit Beginn an der Grenze zum niederländischen Nachbarort Vaals beziehungsweise am Universitätsklinikum vor, die über die Vaalser Straße vorbei am Bahnhof Aachen Schanz in die Innenstadt führt, dort den Elisenbrunnen und den Bushof passiert und über den Hansemannplatz und die Jülicher Straße bis nach Würselen führen sollte. Beide Strecken zusammen wären circa 24 Kilometer lang gewesen und hätten ein Achsenkreuz mit Schnittpunkt am zentralen Bushof gebildet. Auch bei der zweiten Strecke war im Zentrum ein oberleitungsfreier Abschnitt vorgesehen.

## Finanzierung
Das Einstiegskonzept hatte einen geschätzten Investitionsbedarf für den Fahrweg, den Betriebshof inklusive Planungs- und Baunebenkosten sowie für die Fahrzeuge von 224 bis 237,5 Mio. €. Daraus hätte sich mit den laufenden Betriebskosten und abzüglich der Förderung durch Bund und Land, der Einsparungen im Busnetz und der Mehreinnahmen durch gesteigerte Fahrgastzahlen ein zusätzlicher, jährlicher Finanzbedarf in Höhe von 4,04 bis 6,36 Mio. € ergeben. Die ASEAG schätzt, dass ein alternativer Busbetrieb 425.000 zusätzliche Buskilometer umfassen würde, die einen Finanzierungsbedarf von 1,83 Mio. € nach sich ziehen. Investitionen in die Infrastruktur, wie z. B. in neue Fahrzeuge, zusätzliche Busspuren und die Elektrifizierung hätten einen Umfang von ca. 115 Mio. € gehabt. Ein reines Bussystem, das aufgrund der Qualitätsunterschiede nicht das Fahrgastpotenzial einer Stadtbahn voll ausschöpfen kann, würde mit rund 4,3 Mio. € jährlich zu Buche schlagen.

## Nutzen-Kosten-Analyse
In einer ersten überschlägigen Nutzen-Kosten-Berechnung wurde die Campusbahn mit einem Nutzen-Kosten-Indikator von 1,5 bewertet. Zur Umsetzung hatte die Stadt eine Förderung nach Gemeindeverkehrsfinanzierungsgesetz (GVFG) für den Fahrweg beantragt. Bund und Land haben die Förderfähigkeit des Projektes prinzipiell anerkannt.
Zur Ermittlung des genauen Kosten-Nutzen-Verhältnisses hat die Stadt Aachen am 28. September 2012 eine standardisierte Bewertung beauftragt.

## Politische Rahmenbedingungen
Kritiker der Campusbahn organisierten sich in der Bürgerinitiative Campusbahn=Größenwahn. Vor allem die hohen Kosten, befürchtete jahrelange Großbaustellen im Stadtgebiet sowie das mehrmalige Umsteigen zwischen Bus und Bahn wurden von der Bürgerinitiative kritisiert. Sie befürchtete, die Stadt könne in den Nothaushalt geraten, bei dem die Bezirksregierung dann der Stadt Aachen vorschreibt, wie sie zu haushalten habe. Auch die Entwicklung des Campus Melaten und Campus West sei alles andere als positiv und die Nachfrage wäre gering. Als Alternative solle die Euregiobahn weiter ausgebaut und verstärkt auf Elektrobusse bei notwendigen Neuanschaffungen gesetzt werden.
Am 19. Dezember 2012 sprach sich der Aachener Stadtrat mit einer großen Mehrheit von CDU, SPD, Grünen und Linkspartei für den Bau der Campusbahn aus. Begründet wurde die Entscheidung mit fünf Hauptargumenten:
1. Durch das geänderte Mobilitätsverhalten gebe es einen hohen Anstieg der Zahlen der ÖPNV-Nutzer. Dieser Trend werde sich in der Zukunft fortsetzen. Das Bussystem sei teilweise schon heute an den Grenzen seiner Leistungsfähigkeit. Die Campusbahn könne die Leistungsfähigkeit und Qualität des ÖPNV insgesamt verbessern, weil sie genau die hochfrequentierten Strecken abdecke.
2. Durch die Strecke würden viele Wohngebiete und Arbeitsplätze sowie Einkaufs- und Versorgungseinrichtungen besser angebunden und vernetzt.
3. Die Hochschulbereiche Universitätsklinikum, Campus Melaten, Campus West und Campus Mitte würden durch die Campusbahn untereinander und mit dem Westbahnhof (als überregionalem Verknüpfungspunkt) sowie der Aachener Innenstadt verbunden.
4. Die Verbesserung und Stärkung des ÖPNV sei notwendig, um die ökologische Situation in der Stadt zu verbessern, das gelte besonders für die Ziele der Luftreinhaltung und des Lärmschutzes.
5. Mit der Infrastruktur der Campusbahn werde eine Infrastruktur für Elektromobilität geschaffen, die auch von anderen E-Fahrzeugen genutzt werden könne.[15]

Gleichzeitig beschloss der Stadtrat, dass die Aachener Bevölkerung am 10. März 2013 in einem Bürgerentscheid abschließend über das Verkehrsprojekt mit einer kalkulierten Investitionssumme von 243 Millionen Euro entscheiden soll. In diesem Ratsbürgerentscheid, bei dem am 10. März 2013 43,03 % der 192.636 Stimmberechtigten (Aachener über 16 Jahre) abgestimmt haben, wurde das Campusbahn-Projekt von 66,34 % der Wählerstimmen abgelehnt, was dessen Einstellung zur Folge hatte.

## Gesamtkonzept Elektromobilität
Das Campusbahn-Gesamtkonzept sah vor, dass mit der Infrastruktur der Stadtbahn gleichzeitig eine ergänzende Infrastruktur für weiterführende Elektromobilität realisiert werden soll. So war vorgesehen, an den Unterwerken der Stadtbahn auch Ladestationen für Carsharing-Stationen, Elektrotaxen, private Elektroautos und Elektrofahrräder zu schaffen. In das ÖPNV-Angebot sollten auch ausleihbare Elektroautos und Elektrofahrräder, sogenannte Pedelecs, integriert werden, die an geeigneten Haltestellen bereitgehalten werden.
Außerdem sollten einige ASEAG-Buslinien auf batteriebetriebene Elektrobusse umgestellt werden. Diese sollten auf den gemeinsam mit der Campusbahn bedienten Abschnitten mittels einer vom Oberleitungsbus bekannten zusätzlichen zweipoligen Oberleitung mit Strom nachgeladen werden. Das gesamte System mit den Unterwerken, den Stromverbrauchern und Stromspeichern sollte in intelligente Stromnetze integriert werden. Der Strom sollte überwiegend aus regenerativen Energiequellen stammen.